# Casper Pedersen
Casper Phillip Pedersen (Copenhaga, 15 de março de 1996) é um desportista dinamarquês que compete em ciclismo na modalidade de pista, especialoista nas provas de perseguição por equipas e madison; ainda que também disputa carreiras de estrada.
Tem ganhado duas medalhas no Campeonato Europeu de Ciclismo em Pista, prata em 2017 e bronze em 2015.
Em estrada obteve a medalha de ouro no Campeonato Europeu de Ciclismo em Estrada de 2017, na prova de estrada sub-23 masculina.

## Medalheiro internacional

### Ciclismo de pista
| Campeonato Europeu | Campeonato Europeu | Campeonato Europeu | Campeonato Europeu      |
| Ano                | Lugar              | Medalha            | Competição              |
| ------------------ | ------------------ | ------------------ | ----------------------- |
| 2015               | Grenchen ( Suíça ) | Medalha de bronze  | Perseguição por equipas |
| 2017               | Berlim ( Alemanha) | Medalha de prata   | Madison                 |

### Ciclismo de estrada
| Campeonato Europeu | Campeonato Europeu   | Campeonato Europeu | Campeonato Europeu |
| Ano                | Lugar                | Medalha            | Competição         |
| ------------------ | -------------------- | ------------------ | ------------------ |
| 2017               | Herning ( Dinamarca) | Medalha de ouro    | Estrada sub-23     |

## Palmarés
2017
- 1 etapa da Flèche du Sud
- Grande Prêmio Horsens[3]
- Campeonato Europeu em Estrada sub-23
- 1 etapa da Volta a Dinamarca